# Scottville (Australia)
Scottville – miasto w Australii, w stanie Queensland.